# Ezdráš-Nehemjáš
Ezdráš–Nehemjáš je označení pro jednu z knih tanachu, která v rámci hebrejské bible odpovídá knihám Ezdráš a Nehemjáš v křesťanském Starém zákoně. V tanachu je součástí sekce Spisů a nazývá se zkrátka Ezrá (hebrejsky עזרא‎) – například původní překladatelé Bible kralické tak tyto knihy nazývají 1. kniha Ezdráš a 2. kniha Ezdráš.
Obsahem knihy, která tvoří závěr dějepravné části tanachu, jsou dějiny od dobytí Babylonu Achaimenovskou říší, kdy postupně končí babylonské zajetí a je postaven Druhý chrám a obnoveny jeruzalémské  hradby.

## Obsah
Kniha začíná tím, že král Kýros II. Veliký z dynastie Achaimenovců vydává Kýrův edikt (pravděpodobně zmíněný  na Kýrově válci), kterým dovoluje židům návrat z babylonského zajetí do Jeruzaléma. Následně se vrací první vlna Židů pod vedením Zerubábela, aby obnovila Šalomounův chrám. Naráží ovšem na odpor místních obyvatel, zejména Samaritánů, a stavba je tak přerušena.  Je opět obnovena až za vlády Dareia I., kdy se podaří postavit Druhý chrám a lid slaví svátek pesach. Následně král Artaxerxés I. pošle zpět do Jeruzaléma kněze Ezdráše, který vykládá Zákon a vede lid k tomu, aby Zákon poslouchal a žil podle něj. Jako další je poté do Jeruzaléma z královského dvora poslán Nehemjáš jako světský správce a ten se postará o obnovu jeruzalémských hradeb a Židům fakticky vládne. Ezdráš a Nehemjáš dále vedou lid k poslušnosti Zákonu a je znovu zavedeno slavení svátku stanů. Nehemjáš pak na čas odcestuje do Sús a když se vrátí zpět do Jeruzaléma, zjistí, že lid přestal Zákon poslouchat a musí jej ještě jednou prosadit.

## Jazyk díla
Masoretský text díla je převážně v pozdní klasické hebrejštině, ovšem obsahuje části v aramejštině. Občas se v textu objevuje slovo staroperského původu, naproti tomu vliv starořečtiny je zanedbatelný.